# Macroregiunea 3
Macroregiunea 3 este o mărime statistică, fără personalitate juridică, pusă în practică anul 2001 (OUG 75/2001), prin cumularea datelor strânse de direcțiile generale de statistcă regională din două regiuni de dezvoltare: Regiunea de dezvoltare Sud și Regiunea de dezvoltare București și Ilfov. 

Macroregiunea 3